# La Presa, Villa de Guadalupe
La Presa är en ort i Mexiko.   Den ligger i kommunen Villa de Guadalupe och delstaten San Luis Potosí, i den centrala delen av landet, 500 km norr om huvudstaden Mexico City. La Presa ligger 1 619 meter över havet och antalet invånare är 132.
Terrängen runt La Presa är kuperad västerut, men österut är den platt. Runt La Presa är det ganska tätbefolkat, med 60 invånare per kvadratkilometer. Närmaste större samhälle är Matehuala, 18,5 km nordost om La Presa. Omgivningarna runt La Presa är i huvudsak ett öppet busklandskap.